# Liste d'habitations dans les Antilles françaises
Cette liste non exhaustive recense les habitations agricoles (plantations) des Antilles françaises.

## Guadeloupe
| Nom de l'habitation       | Localité        | Géolocalisation              | Monument historique ?                                         | Image           |
| ------------------------- | --------------- | ---------------------------- | ------------------------------------------------------------- | --------------- |
| Habitation Beausoleil     | Saint-Claude    | Inconnue                     | Inconnue                                                      | Image manquante |
| Habitation Bisdary        | Gourbeyre       | 15° 35′ 30″ N, 61° 25′ 24″ O | Inscrit MH (2007) (Notice n° PA97100024)                      |                 |
| Habitation Clairefontaine | Baillif         | 16° 02′ 21″ N, 61° 43′ 50″ O | Label: Maison des Illustres (2011) (Article 106)              |                 |
| Habitation Bellevue       | Le Moule        | Inconnue                     | Inconnue                                                      |                 |
| Habitation Darboussier    | Pointe-à-Pitre  |                              |                                                               |                 |
| Habitation Darius         | Vieux-Habitants | 16° 02′ 27″ N, 61° 26′ 09″ O | Inscrit MH (1990) (Notice n° PA00105885)                      | Image manquante |
| Habitation Ducharmoy      | Saint-Claude    | 16° 00′ 38″ N, 61° 25′ 30″ O | Inscrit MH (2008) (Notice n°PA97100031)                       | Image manquante |
| Habitation l'Ermitage     | Trois-Rivières  | 15° 35′ 40″ N, 61° 23′ 00″ O | Inscrit MH (2004) · Classé MH (2006) · (Notice n° PA97100016) |                 |
| Habitation-Caféière Getz  | Vieux-Habitants | 16° 04′ 40″ N, 61° 45′ 00″ O |                                                               |                 |
| Habitation La Grivelière  | Vieux-Habitants | 16° 02′ 30″ N, 61° 26′ 04″ O | Classé MH (1987) (Notice n° PA00105878)                       |                 |
| Habitation du Héleu       | Sainte-Anne     |                              |                                                               | Image manquante |
| Habitation La Joséphine   | Saint-Claude    | 16° 01′ 24″ N, 61° 25′ 15″ O | Inscrit MH (1987) · Classé MH (1993) · (Notice n° PA00105870) | Image manquante |
| Habitation La Lise        | Bouillante      | 16° 05′ 36″ N, 61° 27′ 46″ O | Inscrit MH (1990) · Classé MH (1993) · (Notice n°PA00105879)  |                 |
| Habitation Loyseau        | Vieux-Habitants |                              |                                                               |                 |
| Habitation Mamiel         | Les Abymes      | 16° 09′ 14″ N, 61° 18′ 20″ O | Inscrit MH (2006) (Notice n°PA97100019)                       |                 |
| Habitation Massieux       | Bouillante      | 16° 03′ 55″ N, 61° 27′ 37″ O | Inscrit MH (2008) (Notice n° PA97100027)                      |                 |
| Habitation La Mahaudière  | Anse-Bertrand   | 16° 26′ 00″ N, 61° 25′ 00″ O | Inconnue                                                      |                 |
| Habitation Mont-Carmel    | Saint-Claude    | 16° 00′ 38″ N, 61° 42′ 31″ O | Inscrit MH (1987) (Notice n° PA00105871)                      | Image manquante |
| Habitation Muscade        | Bouillante      | 16° 04′ 16″ N, 61° 27′ 12″ O | Classé MH (1981) (Notice n° PA00105855)                       | Image manquante |
| Habitation Néron          | Le Moule        | Inconnue                     | Inconnue                                                      | Image manquante |
| Habitation Routa          | Lamentin        |                              | Inscrit MH (2013) Loto du patrimoine (2018)                   |                 |
| Habitation Thomas         | Bouillante      | 16° 03′ 53″ N, 61° 27′ 02″ O | Inscrit MH (2004) (Notice n° PA97100015)                      |                 |
| Habitation Zévallos       | Le Moule        | 16° 10′ 55″ N, 61° 10′ 51″ O | Classé MH (1990) (Notice n° PA00105862)                       |                 |

### Marie-Galante
| Nom de l'habitation        | Localité    | Géolocalisation              | Monument historique ? | Image |
| -------------------------- | ----------- | ---------------------------- | --- | ----- |
| Habitation Murat           | Grand-Bourg | 15° 52′ 42″ N, 61° 17′ 56″ O | Le moulin : Inscrit MH (1990) Classé MH (1991) Notice no PA00105880, sur la plateforme ouverte du patrimoine, base Mérimée, ministère français de la Culture |       |
| Habitation Pirogue         | Grand-Bourg |                              | |       |
| Habitation Roussel-Trianon | Grand-Bourg | 15° 53′ 54″ N, 61° 19′ 22″ O | Classé MH (1981) (Notice n° PA00105860) |       |

## Martinique
| Nom de l'habitation                         | Localité        | Géolocalisation              | Monument historique ?                                                                                         | Image           |
| ------------------------------------------- | --------------- | ---------------------------- | --- | --------------- |
| Habitation Anse Latouche                    | Le Carbet       | 14° 43′ 54″ N, 61° 10′ 32″ O | Notice no IA97202295, sur la plateforme ouverte du patrimoine, base Mérimée, ministère français de la Culture |                 |
| Habitation Beauséjour                       | Grand'Rivière   | 14° 31′ 20″ N, 61° 06′ 09″ O | Classé MH (1996) (Notice n° PA00135667)                                                                       | Image manquante |
| Habitation Bord-de-Mer                      | Le Robert       | 14° 25′ 26″ N, 60° 33′ 44″ O | Inscrit MH (1993) (Notice n° PA00125551)                                                                      | Image manquante |
| Habitation Chalvet                          | Basse-Pointe    |                              | |                 |
| Habitation Clément                          | Le François     | 14° 21′ 56″ N, 60° 32′ 30″ E | Classé MH (2009) (Notice n° PA00105971)                                                                       |                 |
| Habitation Crève-Cœur                       | Sainte-Anne     | 14° 16′ 15″ N, 60° 30′ 39″ O | Inscrit MH (1992) (Notice n° PA00105987)                                                                      | Image manquante |
| Habitation Eyma                             | Basse-Pointe    |                              | |                 |
| Habitation La Favorite                      | Le Lamentin     |                              | |                 |
| Habitation Gondeau                          | Le Lamentin     |                              | |                 |
| Habitation Petit Morne                      | Le Lamentin     |                              | |                 |
| Habitation Soudon                           | Le Lamentin     |                              | |                 |
| Habitation Gaigneron                        | Le Lamentin     |                              | |                 |
| Habitation Fond-Rousseau                    | Schœlcher       | 14° 22′ 28″ N, 61° 03′ 15″ O | Inscrit MH (1991) (Notice n° PA00105979)                                                                      | Image manquante |
| Habitation Gaschette                        | Le Robert       | 14° 24′ 49″ N, 60° 34′ 18″ O | Inscrit MH (1992) (Notice n° PA00105982)                                                                      | Image manquante |
| Habitation La Caravelle, dite Château-Dubuc | La Trinité      |                              | |                 |
| Habitation Le Galion                        | La Trinité      | 14° 25′ 52″ N, 60° 34′ 26″ O | Inscrit MH (1991) (Notice n° PA00105954)                                                                      | Image manquante |
| Habitation Gradis                           | Basse-Pointe    | 14° 51′ 57″ N, 61° 07′ 02″ O | (Notice n° IA97201179)                                                                                        |                 |
| Habitation Leyritz                          | Basse-Pointe    | 14° 50′ 31″ N, 61° 06′ 45″ O | Inscrit MH (1991) (Notice n° PA97200034)                                                                      | \|              |
| Habitation Les-Anglais-des-Grottes          | Sainte-Anne     | 14° 15′ 38″ N, 60° 30′ 42″ O | Inscrit MH (1991) (Notice n° PA00105972)                                                                      | Image manquante |
| Habitation Mallevault                       | Le Vauclin      | 14° 18′ 13″ N, 60° 30′ 06″ O | Inscrit MH (2004) (Notice n° PA97200007)                                                                      | Image manquante |
| Habitation Montgérald                       | Le Marin        | 14° 10′ 56″ N, 60° 31′ 21″ O | Inscrit MH (2009) (Notice n° PA00125550)                                                                      | Image manquante |
| Habitation Moulin l'Étang                   | Basse-Pointe    |                              | |                 |
| Habitation Pécoul                           | Basse-Pointe    | 14° 30′ 46″ N, 61° 02′ 41″ O | Classé MH (1996) (Notice n° PA00105935)                                                                       |                 |
| Habitation Réunion                          | Le François     | 14° 21′ 43″ N, 60° 33′ 21″ O | Inscrit MH (1992) (Notice n° PA00105983)                                                                      | Image manquante |
| Habitation Saint-Étienne                    | Gros-Morne      | 14° 24′ 45″ N, 61° 00′ 19″ O | Inscrit MH (2010) (Notice n° PA97200013)                                                                      |                 |
| Habitation Saint-Jacques                    | Sainte-Marie    | 14° 28′ 28″ N, 61° 00′ 12″ O | Inscrit MH (1980) (Notice n° PA00105947)                                                                      |                 |
| Habitation du Simon                         | Le François     |                              | | Image manquante |
| Habitation Lajus                            | Le Carbet       |                              | |                 |
| Habitation La Pagerie                       | Les Trois-Îlets |                              | |                 |
| Habitation Spoutourne                       | La Trinité      | 14° 27′ 01″ N, 60° 33′ 09″ O | Inscrit MH (1993) (Notice n° PA00125552)                                                                      | Image manquante |
| Habitation Trou-Vaillant (Saint-James)      | Le Morne-Rouge  |                              | | Image manquante |
| Habitation Val d'Or                         | Sainte-Anne     | 14° 15′ 39″ N, 60° 31′ 17″ O | Inscrit MH (1991) (Notice n° PA00105973)                                                                      | Image manquante |

## Saint-Christophe
| Nom de l'habitation              | Localité   | Géolocalisation | Monument historique ? | Image |
| -------------------------------- | ---------- | --------------- | --------------------- | ----- |
| Habitation de La Grande Montagne | Basseterre |                 |                       |       |

## Haïti
| Nom de l'habitation             | Localité    | Géolocalisation | Monument historique ? | Image           |
| ------------------------------- | ----------- | --------------- | --------------------- | --------------- |
| Habitation Bréda du Haut-du-Cap | Cap-Haïtien |                 |                       | Image manquante |